# الرويسات (أولاد صامد)
الرويسات هو دُوَّار يقع بجماعة ابن معاشو، إقليم برشيد، جهة الدار البيضاء سطات في المملكة المغربية. ينتمي الدوّار لمشيخة أولاد صامد التي تضم 8 دواوير. يقدر عدد سكانه بـ 536 نسمة حسب الإحصاء الرسمي للسكان والسكنى لسنة 2004.

## روابط خارجية
- البوابة الوطنية للجماعات الترابية
- المندوبية السامية للتخطيط